# I Wish I Was James Bond
I Wish I Was James Bond è un brano musicale del gruppo britannico Scouting for Girls prodotto da Andy Green per l'album di debutto del gruppo, intitolato Scouting for Girls. Il brano, che è stato pubblicato come quinto singolo estratto dall'album il 3 novembre 2008 è riuscito ad arrivare sino alla quarantesima posizione della classifica dei singoli più venduti nel Regno Unito.

## Tracce
CD Singolo
1. I Wish I Was James Bond
2. Heartbeat (Demo version)

## Classifiche
| Classifica (2008) | Posizione più alta |
| ----------------- | ------------------ |
| Regno Unito       | 40                 |